# Kush (singolo)
Kush è un singolo del rapper statunitense Dr. Dre in collaborazione con Snoop Dogg e Akon.
Nel brano sono presenti ulteriori aggiunte vocali da parte di Kobe Honeycutt e Sly "Pyper" Jordan.
La canzone è prodotta da DJ Khalil, del quale è diventata una delle più famose produzioni.

## Video ufficiale
Il video ufficiale, diretto da Joseph Kahn, è stato girato il 18 novembre 2010 a Downtown, Los Angeles, ed è stato pubblicato il 10 dicembre 2010. In questo video è apparso anche DJ Khalil, il produttore del brano.

## Remix
Numerosi sono i remix di Kush: Quello ufficiale è stato pubblicato da The Game, Snoop Dogg e Akon, mentre alcuni freestyle sono stati composti da Jay Rock, Gilbere Forte, Slim Da Mobster e Mike G degli OFWGKTA.

## Classifiche
| Classifica (2010–11)                                    | Posizione |
| ------------------------------------------------------- | --------- |
| Australia (ARIA Singles Chart)                          | 81        |
| Canada (Billboard Canadian Hot 100)                     | 33        |
| Francia (Syndicat national de l'édition phonographique) | 46        |
| Irlanda (Irish Singles Chart)                           | 112       |
| UK Singles (Official Charts Company)                    | 57        |
| US Billboard Hot 100                                    | 34        |
| US Billboard Hot R&B/Hip-Hop Songs                      | 43        |
| US Billboard Rap Songs                                  | 11        |